# Retrat de l'arquitecte Lorenzo de la Hidalga
Retrat de l'arquitecte Lorenzo de la Hidalga és una pintura a l'oli realitzada per Pelegrí Clavé el 1851 i que actualment s'exposa al Museu Nacional de San Carlos de Mèxic. Fa parella amb el retrat de l'esposa de l'arquitecte, i ambdós foren donats per la Lotería Nacional de Mèxic el 1990.